# 泰晤士米德
泰晤士米德（英語：Thamesmead）是位於倫敦東部的地區，坐落於泰晤士河南岸，分屬格林威治皇家自治市和貝克斯利倫敦自治市兩個自治市。距離查令十字以東9.4英里（15.1），人口約5萬。